# Backes-Mühle

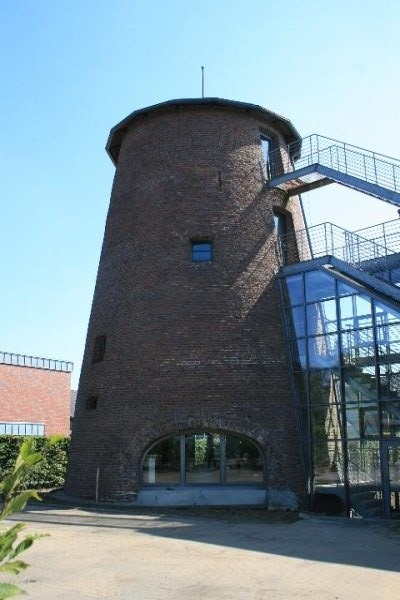
Backes-Mühle

De Backes-Mühle is een voormalige windmolen in Kaldenkerken, gelegen aan Ringstrasse 109.

## Geschiedenis
Het betreft een ronde stenen molen, die in 1848 werd gebouwd. Spoedig daarna werd ook een stoommachine geïnstalleerd. In 1887 explodeerde de stoomketel, waarbij een molenaarsknecht werd gedood. De molen werd herbouwd, maar in 1903 verwoestte een brand alle houten onderdelen. Het bedrijf werd voortgezet, zij het nu uitsluitend met stoomkracht.
In 2009 werd de molenromp publiekelijk verkocht en deze is nu onderdeel van een naastgelegen hotel.